# Теон Александрийски
Теон Александрийски (на старогръцки: Θέων ο Αλεξανδρεύς; на латински: Theon, * ок. 335, † ок. 405) е гръцки астроном и математик от Александрия, тогава в Римската империя.
Той е последният управител на Александрийската библиотека, която е затворена през 391 г. по заповед на император Теодосий I. Баща е на известната Хипатия.
Известно е, че Теон наблюдава слънчевото затъмнение в Александрия на 16 юни 364 г. и лунното на 25 ноември същата година.
Неговото най-известно произведение (ок. 364 г.) е издаването на разработена версия на книгата „Елементи“ на Евклид (вероятно заедно с дъщеря си Хипатия), която до края на 19 век е единственият известен гръцки текст на тази книга. Теон също издава единадесет тома коментари към „Алмагест“ и астрономическите таблици на Птолемей, като обяснява методите за тяхното използване.